# Who Am I (B1A4)
Who Am I è il secondo album in studio della discografia in lingua coreana del gruppo musicale sudcoreano B1A4, pubblicato nel 2014.

## Tracce
1. Prologue (Intro) – 1:07
2. Lonely (없구나; Eopsguna) – 4:05
3. Love Then (사랑 그땐; Sarang Geuttaen) (feat. Harim) – 3:40
4. Amazing – 3:55
5. Baby – 3:56
6. Oh My God – 3:35
7. Too Much (벅차; Beokcha) (Sandeul + Gongchan) – 4:06
8. Pretty (예뻐; Yeppeo) – 3:18
9. Who Am I – 3:14
10. Drunk with Music (음악에 취해; Eumage Chwihae) (CNU Solo) – 3:52
11. Road (길; Gil) – 3:42
12. Seoul – 3:47